# ROSA
Pour les articles homonymes, voir Rosa.

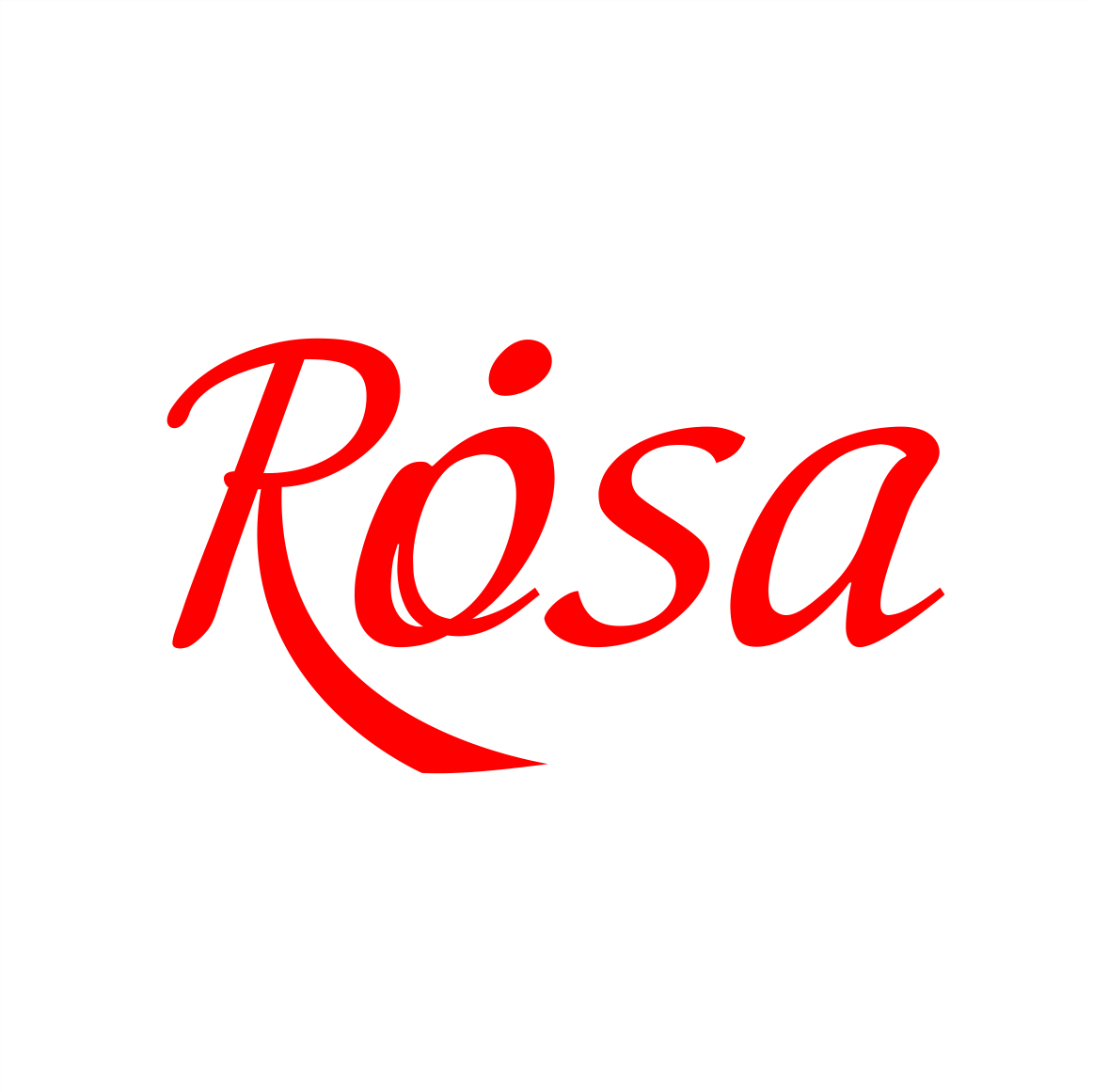
Logo de ROSA

ROSA est la technologie médicale robotisée de la société Medtech. Dédiés aux chirurgies mini-invasives sur le système nerveux central, les robots ROSA assistent les professionnels de santé en apportant davantage de précision aux procédures chirurgicales et en réduisant le temps opératoire,.
En juillet 2014, le système est utilisé dans 23 centres hospitaliers en Europe, en Amérique du Nord, en Asie et au Moyen-Orient[réf. nécessaire].

## ROSA Brain
Le premier robot ROSA de Medtech, ROSA Brain, dédié à la neurochirurgie, est conçu en 2009. Il reçoit les homologations CE et FDA respectivement en 2009 et en 2011, autorisant sa commercialisation pour un usage clinique en Europe et aux États-Unis.
Le dispositif ROSA Brain présente les caractéristiques techniques suivantes :
- bras robotisé permettant une grande liberté dans le choix des trajectoires ;
- capacités haptiques qui confèrent au neurochirurgien la possibilité de guider les instruments manuellement dans les limites établies lors de la planification ;
- système de registration du patient non invasif et sans contact, breveté par Medtech.

ROSA Brain assiste les professionnels de santé dans le cadre d’interventions chirurgicales neurologiques à crâne ouvert, de biopsies, d’implantations d’électrodes pour des procédures de stimulation du cortex cérébral, de stimulation cérébrale profonde, etc.
Les pathologies concernées par l’utilisation de ROSA Brain sont entre autres l’épilepsie, la maladie de Parkinson, la dystonie généralisée, le cavernome, l’hydrocéphalie. ROSA Brain a été utilisé dans plus de 1 100 opérations. Le robot a fait l’objet d’un grand nombre de publications scientifiques,,,.

## ROSA Spine
Depuis fin 2011, avec le soutien de la Région Languedoc-Roussillon et d'Oséo, Medtech développe le robot ROSA Spine, dédié aux procédures chirurgicales mini-invasives sur le rachis.  
En juillet 2014, ROSA Spine a obtenu le marquage CE, autorisant sa commercialisation en Europe.  
En janvier 2016, Medtech reçoit l'homologation FDA pour le robot ROSA Spine, permettant son lancement commercial sur le marché américain.   